# Герцог Риансарес

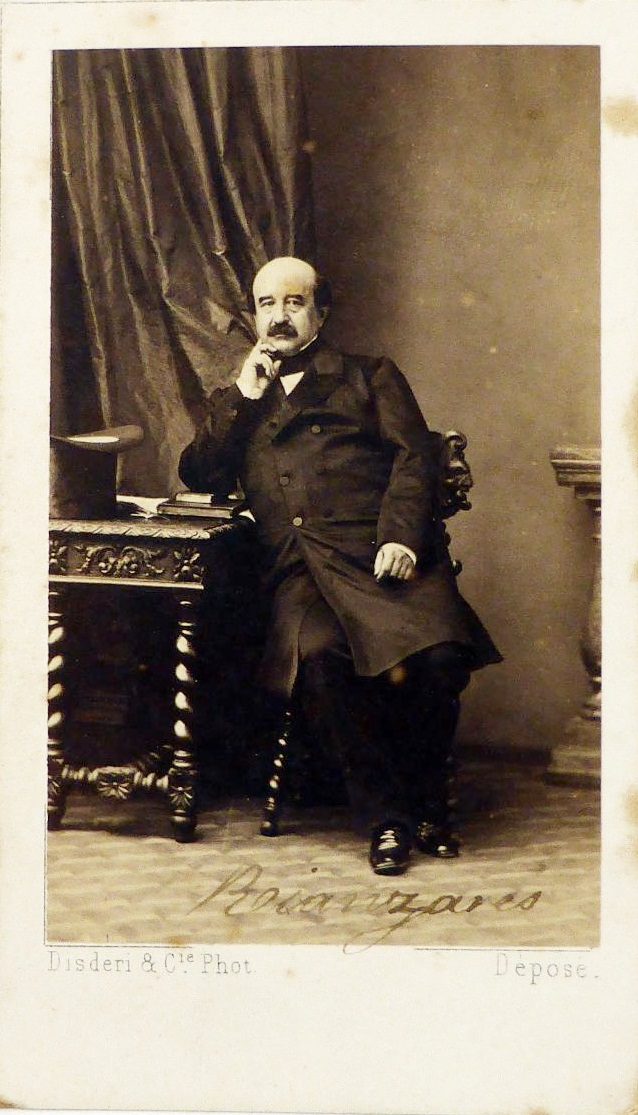
Августин Муньос и Санчес, 1-й герцог де Риансарес, 1-й маркиз де Сан-Агустин (1808—1873), второй супруг королевы-регентши Марии Кристины Бурбон-Сицилийской, вдовы короля Испании Фердинанда VII

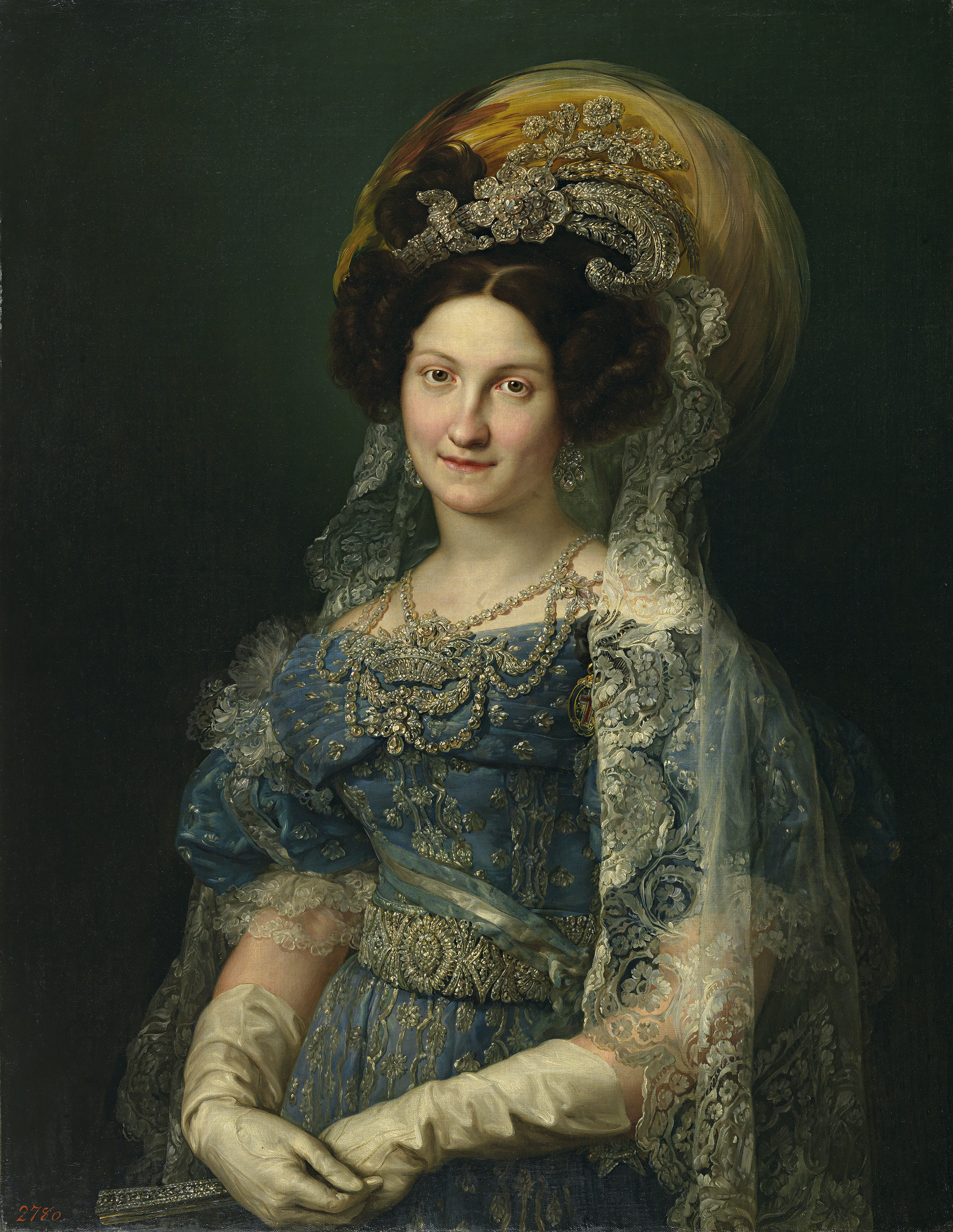
Мария Кристина Бурбон-Сицилийская (1806—1878), королева-консорт Испании (1829—1833), королева-регентша Испании (1833—1840), вдова короля Фердинанда VII. Портрет Висента Лопеса Портаньи

Герцог де Риа́нсарес (duque de Riánsares) — испанский дворянский титул. Он был создан 23 июня 1844 года королевой Изабеллой II для Августина Фернандо Муньоса-и-Санчеса (1808—1873), тайного супруга её матери, королевы-регентши Марии-Кристины Бурбон-Сицилийской.
Название герцогского титула происходит от названия реки Ансарес или Риансарес, притока реки Сигуэла, в окрестностях города Таранкон (провинция Куэнка).

## Герцоги Риансарес
|                                                | Титул                                          | Период                                         |
| Креация создана королевой Испании Изабеллой II | Креация создана королевой Испании Изабеллой II | Креация создана королевой Испании Изабеллой II |
| ---------------------------------------------- | ---------------------------------------------- | ---------------------------------------------- |
| I                                              | Августин Фернандо Муньос и Санчес              | 1844-1873                                      |
| II                                             | Фернандо Мария Муньос и де Бурбон              | 1873-1910                                      |
| III                                            | Фернандо Муньос и Бернальдо де Кирос           | 1910-1913                                      |
| IV                                             | Фернандо Муньос и Ганга-Аргуэльес              | 1913-1925                                      |
| V                                              | Хосе Бернардо Муньос и Асебаль                 | 1925-2008                                      |
| VI                                             | Мария де ла Консоласьон Муньос и Санта-Марина  | 2009 — настоящее время                         |

## История герцогов Риансарес
- Августин Фернандо Муньос-и-Санчес (13 сентября 1808 — 13 сентября 1873), 1-й герцог Риансарес, 1-й маркиз де-Сан-Агустин (с 1846), 1-й герцог Монтморот во Франции, генерал-лейтенант испанской армии. Сын Хуана Антонио Муньоса и Фунеса, 1-го графа Ретамосо, и Эусебии Санчес и Ортеги. 28 декабря 1833 года заключил тайный брак с королевой-регентшей Марией Кристиной. Ему наследовал его сын:

- Фернандо Мария Муньос и Бурбон (27 апреля 1838 — 7 декабря 1910), 2-й герцог Риансарес. Также носил титулы 1-го графа Каса-Муньоса (1848) и 1-го виконта де ла Альборада (1849). В 1855 году после смерти своего старшего брата Августина Марии Муньоса и Бурбона (1837—1855) он унаследовал титулы 2-го герцога Таранкона, 2-го маркиза де Сан-Агустина и 2-го виконта де Рострольяно. 11 сентября 1861 года женился на Эладии Бернальдо де Кирос и Гонсалес (1839—1909), дочери Хосе Марии Бернальдо де Кироса и Льянес Кампоманес и Марии Жозефы Антонии Гонсалес Сьенфуэгос и Навия Осорио. Ему наследовал его сын:

- Фернандо Муньос и Бернальдо де Кирос (2 марта 1864 — 3 марта 1913), 3-й герцог Риансарес, 3-й маркиз де Сан-Агустин, 3-й виконт де Рострольяно. Женат на Анне Канга-Аргуэльес и Лопес-Дорига (1868—1942), дочери богатого промышленника Хосе Марии де Канга Аргуэльеса и Вильяльба, 2-го графа Канга-Аргуэльеса, и Хоакины Лопес-Дорига и Бустаманте. Ему наследовал его сын:

- Фернандо Муньос и Канга-Аргуэльес (8 января 1894 — 11 августа 1925), 4-й герцог Риансарес, умер бездетным. Ему наследовал его племянник (сын его брата Хуана Муньоса и Канга-Аргуэльеса, маркиза де Сан-Агустина, и Филомелы Асебаль и Муньос):

- Хосе Бернардо Муньос и Асебаль (18 августа 1923 — 17 сентября 2008), 5-й герцог Риансарес, 5-й маркиз де Сан-Агустин. Был женат на Марии де Лас Мерседес Санта-Марине и Родригес. Ему наследовала его дочь:

- Мария де ла Консоласьон Муньос и Санта-Марина (род. 17 августа 1948), 6-я герцогиня Риансарес, 6-я маркиза де Сан-Агустин, 2-я маркиза де Кастильехо и 2-я виконтесса де ла Арболеда. Замужем за Армандо де лас Алас-Пумарино и Ларранага.